# St. Martin (Buchholz)

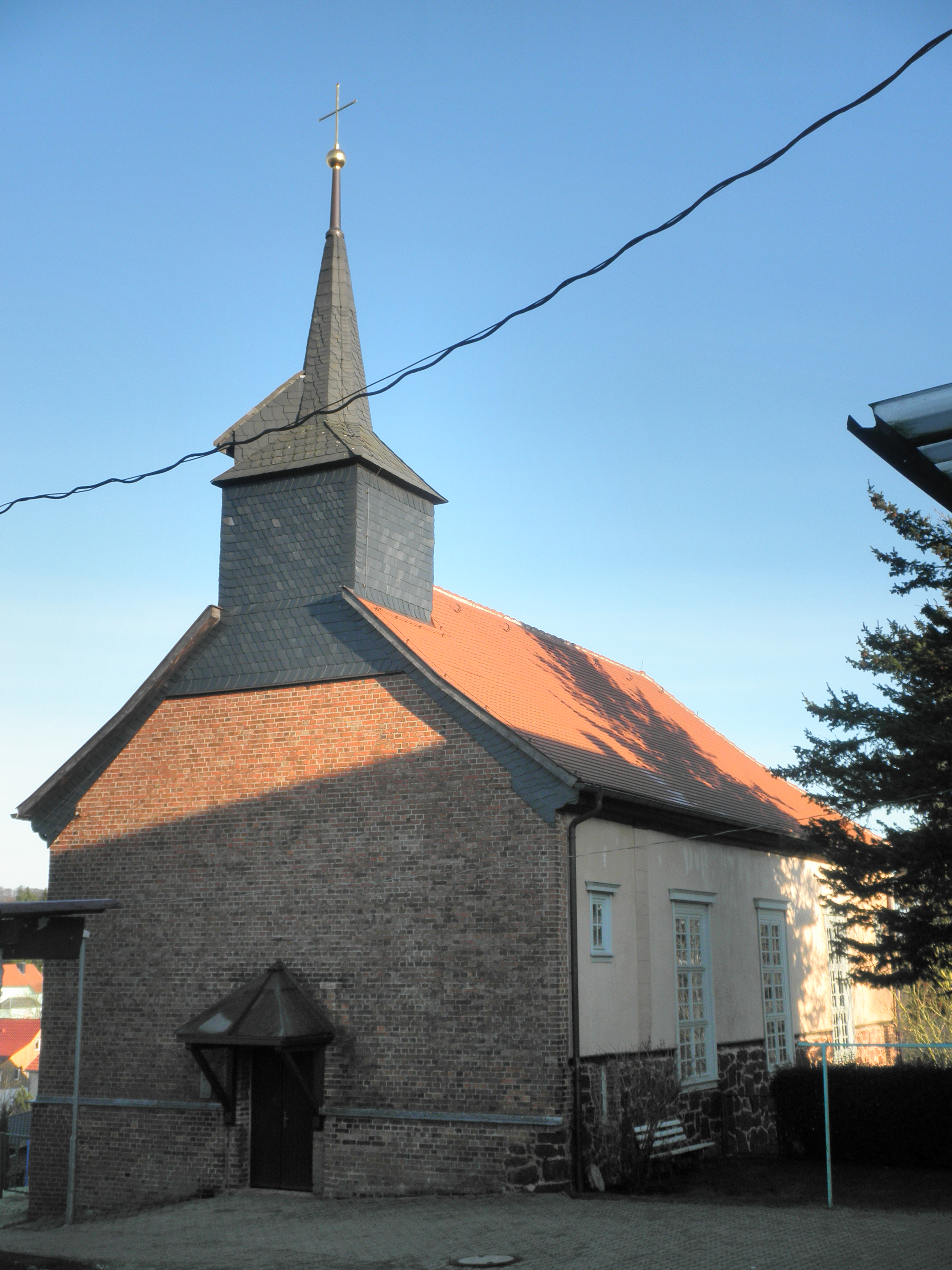
St. Martin

Die Kirche St. Martin ist eine evangelische Kirche in Buchholz, einem Stadtteil von Nordhausen in Thüringen. Die Kirchengemeinde Buchholz gehört zum Pfarrsitz Ilfeld im Kirchenkreis Südharz der Evangelischen Kirche in Mitteldeutschland.

## Geschichte
St. Martin ist eine barocke Saalkirche, die zwischen 1698 und 1723 aus Ziegel- und Bruchsteinen anstelle eines Vorgängerbaus aus dem 14. Jahrhundert errichtet wurde. Auftraggeber war Graf Christoph Ludwig Graf zu Stolberg-Stolberg. Charakteristisch für den Bau sind die zweigeschossigen, rechteckigen Fenster auf beiden Seiten des Langhauses. 1865 erfolgte der Einbau einer Orgel. 1941 folgten Restaurierungsarbeiten am unteren Teil der Kirche. Durch Bombensplitter erlitt das komplette Gebäude 1945 Beschädigungen.
1968 wurde ein Gemeinderaum an die Ostseite des Langhauses angebaut. 1983 wurde der Fußboden erneuert, 1987 der Kirchturm grundsaniert. 1998 erfuhr der Glockenstuhl eine Erneuerung.
Ab 2005 erfolgten komplexe Wiederherstellungsarbeiten an drei der vier Außenwände, um deren Standsicherheit wiederherzustellen. 2008 wurde die gesamte Dachfläche erneuert, 2010 folgte eine weitere Erneuerung des Fußbodens. Ebenfalls 2010 folgte die Sanierung der Ostseite des Langhauses und die Neubemalung der Decke.